# جيك فوكس
جيك فوكس (بالإنجليزية: Jake Fox)‏ هو لاعب كرة قاعدة أمريكي، ولد في 20 يوليو 1982 في إنديانابوليس في الولايات المتحدة.

## وصلات خارجية
- جيك فوكس على موقع دوري كرة القاعدة الرئيسي (الإنجليزية)
- جيك فوكس على موقع دوري كوريا الجنوبية لكرة القاعدة (الإنجليزية)
- جيك فوكس على موقعبيزبول رفرنس.كوم (الدوري الرئيسي) (الإنجليزية)
- جيك فوكس على موقعبيزبول رفرنس.كوم (الدوري الثانوي) (الإنجليزية)
- جيك فوكس على موقع إي إس بي إن.كوم (أم.أل.بي) (الإنجليزية)
- جيك فوكس على موقع مشجعي الرسوم البيانية (الإنجليزية)